# Aeroporto de Estocolmo-Skavsta
O Aeroporto de Estocolmo-Skavsta  - em inglês Stockholm Skavsta Airport - (código IATA: NYO, código ICAO: ESKN), é um aeroporto internacional localizado na proximidade da cidade de Nyköping, Södermanland, Suécia. Fica situado a sete quilómetros de Nyköping e a cem quilómetros a sul de Estocolmo. É o quinto aeroporto da Suécia, com capacidade para receber três milhões de passageiros por ano.
Tem ligações regulares de autocarro (ônibus) com Estocolmo, Norrköping e Linköping.